# Helmtherapie
Der Ausdruck Helmtherapie bezeichnet eine konservative (nicht operative) Behandlung kindlicher Schädeldeformitäten.

## Ursachen von Schädeldeformitäten bei Säuglingen
Kopfverformungen bei Säuglingen können knöchern oder nichtknöchern bedingt sein.

### Knöcherne (synostotische) Ursachen
Kindliche Schädeldeformitäten können durch einen vorzeitigen knöchernen Verschluss der Schädelnähte (prämature Nahtsynostosen) entstehen. Die Häufigkeit wird mit etwa 1 : 2.500 Geburten angegeben. Eine solche frühe Verknöcherung kann zu recht unterschiedlichen, teils bizarren Schädelformen führen und tritt auch im Rahmen umschriebener Fehlbildungssyndrome (z. B. Crouzon-Syndrom, Apert-Syndrom) auf. Bei diesen Syndromen sind Kopfverformungen schon von Geburt an vorhanden und prägen sich danach immer mehr aus. Eine operative Korrektur ist in solchen Fällen meist unumgänglich.

### Nichtknöcherne (nichtsynostotische) Ursachen
Bei den häufiger auftretenden nichtsynostotischen Verformungen sind die Schädelnähte altersentsprechend noch offen. Ihre Verknöcherung tritt auch nicht vorzeitig auf, sodass das Gehirn zu keinem Zeitpunkt Platzmangel erleidet. Die Verformung wird durch äußere Einflüsse hervorgerufen, z. B. Enge im Mutterleib bei Zwillingsgeburten, Geburts- oder Lagerungsbedingungen (positional plagiocephaly). Seit 1994 wird weltweit von zahlreichen kinderärztlichen Vereinigungen die Rückenlagerung der Kinder zur Vermeidung des plötzlichen Kindstodes empfohlen. Durch eine zu einseitige Lagerung der Babys wird ein Hauptteil der nichtknöchernen Verformungen verursacht. Muskuläre Imbalancen im Halsbereich können zu Zwangshaltungen führen, z. B. einem Torticollis. Solche Zwangshaltungen können wiederum verformend auf das Schädelwachstum des Kindes einwirken. Dies kann im Extremfall zu einer Verschiebung der Schädelbasis führen, die an einer unterschiedlichen Position der Ohren und weiteren Gesichtsasymmetrien erkennbar ist. Ungleichmäßiges Kopfwachstum kann sich auch auf das Kieferwachstum auswirken.
Bekannte Risikofaktoren für die Entstehung eines lagebedingten Plagiozephalus sind:
- männliches Geschlecht
- erstgeborenes Kind
- einseitige Schlaf- und Fütterungshaltung
- Standort des Kinderbettes
- Bauchlage seltener als dreimal pro Tag
- verzögerte motorische Entwicklung

## Diagnostik
Durch die sichtbaren Deformierungen kann in den meisten Fällen eine Diagnose ohne eingreifende Untersuchungen, wie das Anfertigen von Röntgenbildern, gestellt werden. So erkennt man eine synostotische Verformung aus der Vogelperspektive betrachtet an einer trapezförmigen Kopfform. Eine lagebedingte Kopfverformung hingegen erkennt man an einer parallelogrammförmigen Verschiebung.

## Therapie

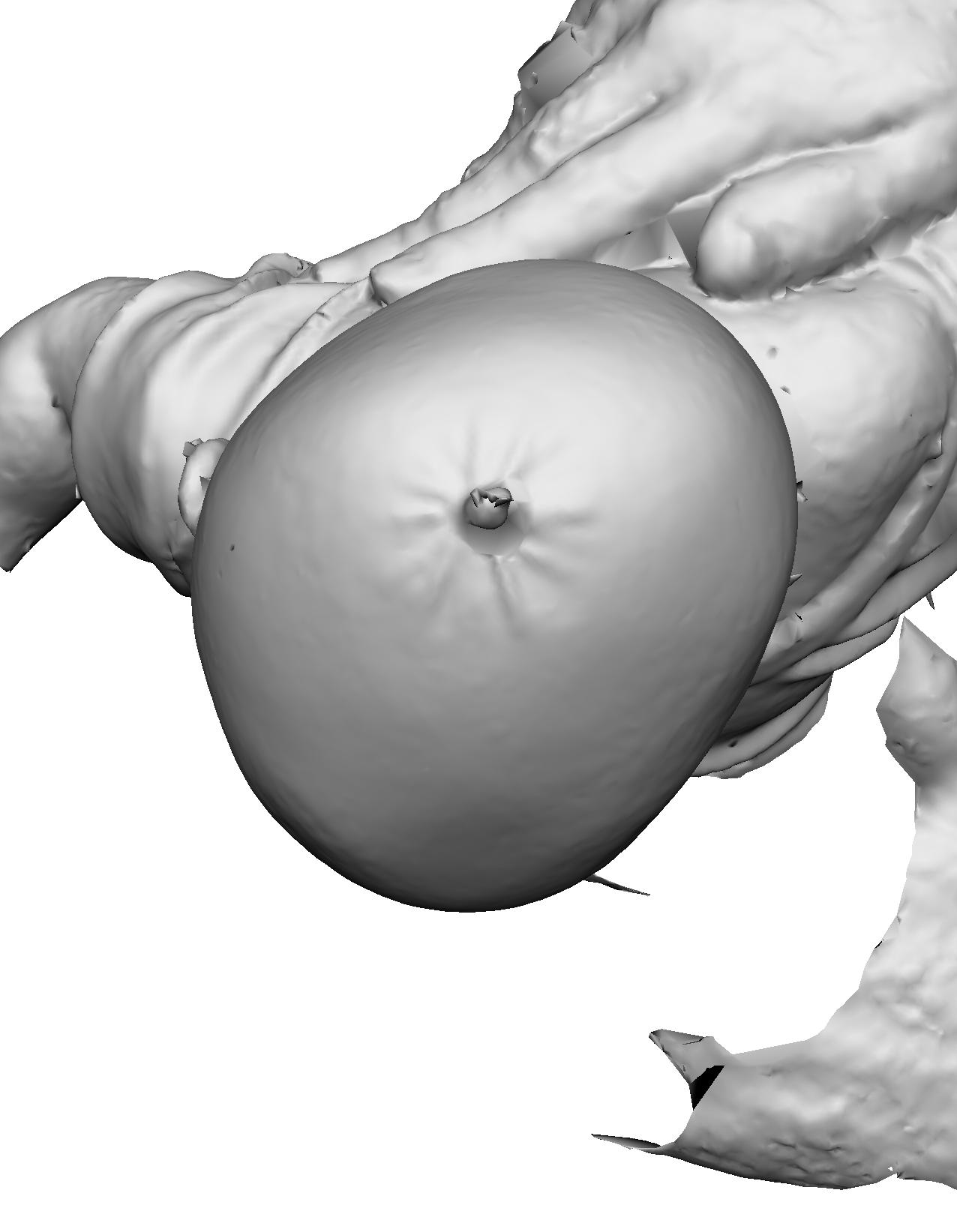
Helmtherapie.vorher

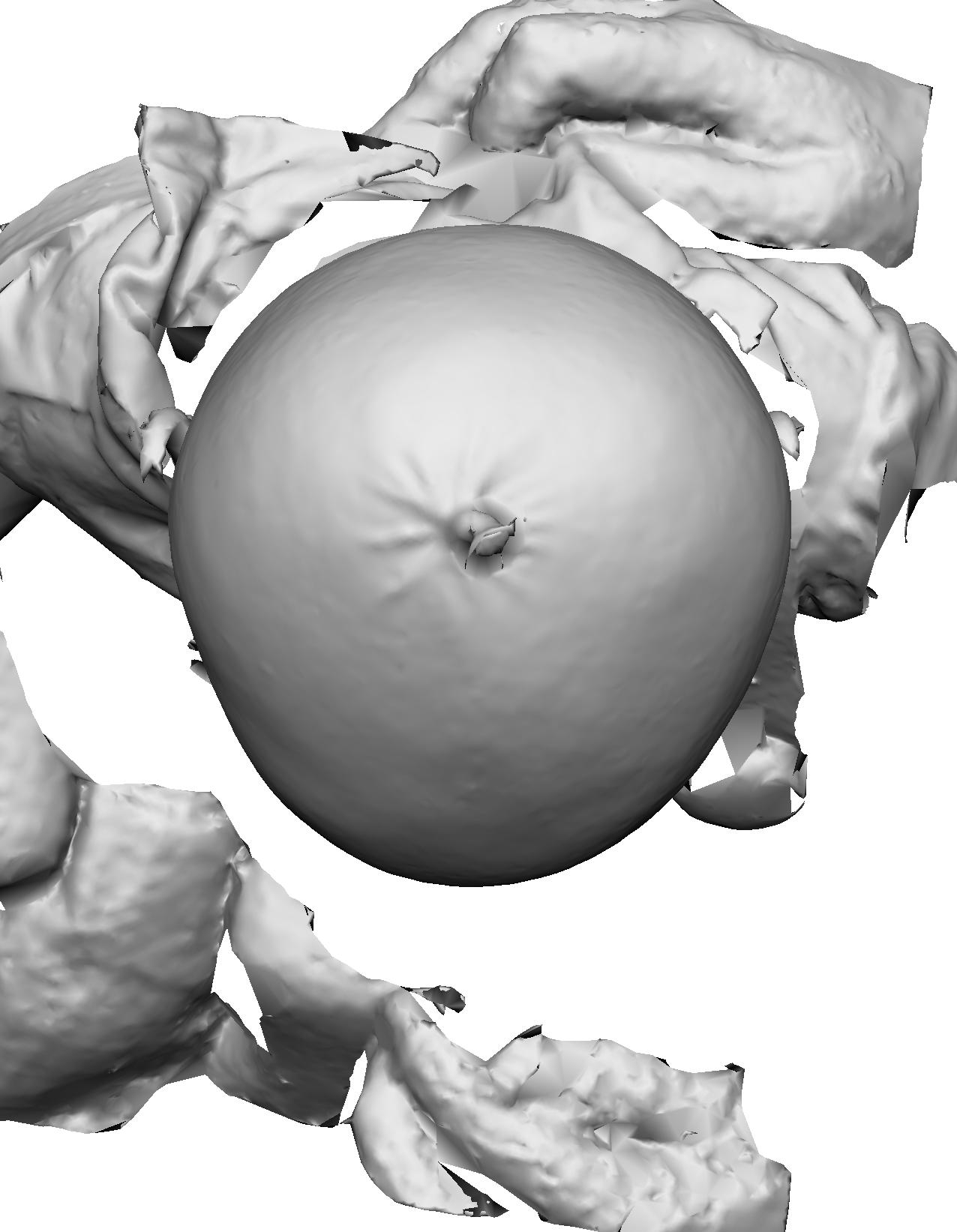
Helmtherapie.nachher

Zur Behandlung der sehr seltenen frühzeitigen Verknöcherung der Schädelnähte bei Babys, einer prämaturen Nahtsynostose, kommt eine frühzeitige operative Korrektur als Therapiemaßnahme in Frage.
Im Gegensatz dazu können die häufigen lagebedingte Deformitäten erst einmal durch intensive krankengymnastische Übungsbehandlungen behandelt werden. Da der Schädel unmerklich wächst, ist eine Therapiedauer von mindestens zwei Monaten bei einem Physiotherapeuten obligat (wird vom Kinderarzt verordnet). Durch die sogenannte „tummy time“ (Zeit auf dem Bauch) können Eltern ebenfalls zur Normalisierung der Schädelverformung beitragen: der wache Säugling wird in Bauchlage auf den Bauch eines Elternteiles gelagert und spielerisch angespornt das Köpfchen zu heben, um Blickkontakt aufzunehmen. Bei dieser Übung wird mehrmals täglich die Hals-, Nacken- und Schultermuskulatur gekräftigt und der Hinterkopf wird entlastet. Gerade die betroffenen Kinder können sich anfangs nicht mit der für sie wichtigen Bauchlagerung anfreunden. Der schlafende Säugling wird natürlich nur in Rückenlage gelagert. Parallel zu diesen Bemühungen gilt es, die Lage des Kinderbettes und interessanter Gegenstände im Kinderzimmer so zu verändern, dass der Säugling andere Positionen als gewohnt einnehmen muss, um diese interessanten Dinge in sein Blickfeld zu bekommen. Auch hierdurch wird der Hinterkopf an anderen Stellen als zuvor belastet.
Hieraus wird deutlich, dass eine vorbestehende Lageasymmetrie oder Vorzugshaltung zu einer Verformung des Schädels führen kann. Auf der anderen Seite kann aber auch die Abflachung des Schädels – wenn sie erst einmal entstanden ist – die Ausbildung einer Tonusasymmetrie (d. h. nicht seitengleiche Muskelspannung in einzelnen Muskelgruppen) und einseitig gesteigerter kindlicher Reflexe begünstigen. Hier wird insbesondere eine Zunahme der Ausprägung des sog. asymmetrisch-tonischen Nackenreflexes (ATNR) gesehen. Diese neuromuskuläre Imbalance kann den lagebedingten Plagiozephalus noch unterhalten, solange das Kind überwiegend auf dem Rücken gelagert wird. Viele dieser Kinder werden dann unter der Diagnose „muskulärer Schiefhals“ oder „KISS-Syndrom“ einer für die lagebedingte Schädeldeformität nicht adäquaten Behandlung („Einrenken“, Craniosacraltherapie) zugeführt.
Sollte sich trotz dieses Maßnahmenpaketes die Schädelform bis zum 5. bis 6. Lebensmonat nicht verändern, kann nach Rücksprache mit dem Kinderarzt eine Kopfhelmtherapie begonnen werden. Diese nutzt das eigene kindliche Kopfwachstum aus. Die Korrektur der Schädeldeformität gelingt nicht durch das Hineindrücken der ausgeprägten Bereiche, sondern dadurch, dass diese Stellen am Wachsen gehindert werden. Gleichzeitig wird das eigene kindliche Kopfwachstum für abgeflachte Stellen genutzt. Der Helm oder die Kopforthese besteht aus leichtem Kunststoff und wird entsprechend der idealen Kopfform des Kindes angefertigt.
Während der Behandlung wird das Kopfwachstum nicht eingeschränkt. Bei Wundsein und Druckstellen (oft im Bereich der Nieten oder Verschlüsse) ist der Verordner zu kontaktieren. Insgesamt folgt das Kopfwachstum streng dem natürlichen (percentilen) Verlauf. Da das Wachstum in den ersten 15 Lebensmonaten eines Menschen am größten ist, sollte die Kopfhelmtherapie in dieser ersten Lebensphase durchgeführt werden. Starke Deformitäten lassen sich idealerweise in den ersten sechs Lebensmonaten beheben.
Der Kopfhelm muss 23 Stunden am Tag getragen werden, um einen guten Erfolg zu erzielen. In der freien Stunde muss er täglich gründlich gereinigt werden. Nebenwirkungen wie wunde Hautstellen oder Nekrosen sind beschrieben worden. Die Behandlung dauert abhängig von der Ausprägung und dem Alter des Kindes bei Behandlungsbeginn zwischen acht Wochen und acht Monaten. Befürworter der Helmtherapie geben an, dass ein einmal erzieltes Ergebnis ein Leben lang fortbestehe.

### Kosten
- Die Therapiekosten belaufen sich auf 1.300–2.500 € für die Kopfhelmtherapie. Bei Verwendung von Kopforthesen aus kohlenstofffaserverstärktem Kunststoff („Carbon“) statt Polyurethan können die Kosten auch höher ausfallen.
- Die Behandlung mit Dynamischen Kopforthesen ("Helmtherapie") ist im Leistungsverzeichnis der gesetzlichen deutschen Krankenkassen nicht enthalten. Die Leistungsübernahme muss individuell beantragt und entschieden werden.
- Bisher liegt keine höchstrichterliche Rechtsprechung bezüglich der Verpflichtung zur Übernahme der Kosten durch die Krankenkassen vor.
- Es dürfen die gesetzlichen Krankenkassen – entsprechend den Vorgaben im Fünften Buch Sozialgesetzbuch – nicht im Nachhinein die Kosten für einen Kopfhelm erstatten, wenn dieser von den Eltern in Eigenregie angeschafft wurde. Nur wenn eine Übernahme der Kosten durch die Krankenkasse nachweislich zu Unrecht abgelehnt wurde, können die Kosten im Nachhinein geltend gemacht werden.

## Kritische Wertung
Leitlinienempfehlungen medizinischer Fachgesellschaften zur Behandlung von angeborenen oder erworbenen Schädeldeformitäten existieren bislang nicht. Eine Stellungnahme kinderärztlicher Fachgesellschaften aus dem Jahr 2012 fasst die noch ungeklärten Gesichtspunkte der Behandlungsmethode zusammen, ohne eine Empfehlung der Helmtherapie auszusprechen. In der medizinischen Fachdiskussion sind die Wirksamkeit und das Kosten-Nutzen-Verhältnis der Helmtherapie Gegenstand kontroverser Diskussion. Auf dem jetzigen Wissensstand scheint eine nach Art, Schweregrad und Verlaufsform der Schädeldeformitäten differenzierte Anwendung der verfügbaren konservativen Behandlungsmethode (Kopforthese) das sinnvollste therapeutische Vorgehen.